# Flugunfall der Deutsche Flugdienst bei Rimini
Der Flugunfall der Deutsche Flugdienst bei Rimini ereignete sich auf einem internationalen Charterflug der Deutsche Flugdienst von Frankfurt am Main nach Rimini am 31. Juli 1960. An diesem Tag musste eine Convair CV-240-4 (D-BELU) nach einem totalen Triebwerksversagen kurz vor der Landung einen Kilometer vor der Landebahn 13 des Flughafens Rimini notgelandet werden, wobei von den 34 Insassen ein Passagier ums Leben kam.

## Flugzeug
Die betroffene Maschine war eine 1948 gebaute Convair CV-240-4 mit der Werknummer 78. Die Maschine wurde am 30. August 1948 an die niederländische KLM ausgeliefert, bei der sie mit dem Luftfahrzeugkennzeichen PH-TEB und dem Taufnamen Rembrandt in Betrieb ging. Das Kennzeichen wurde am 26. April 1954 in PH-CEB geändert. Am 9. November 1957 übernahm die Deutsche Flugdienst die Maschine als eine von fünf baugleichen Convair CV-240 der KLM und ließ sie mit dem Kennzeichen D-BELU zu. Das zweimotorige Kurzstreckenflugzeug war mit zwei 18-Zylinder-Doppelsternmotoren des Typs Pratt & Whitney R-2800 CB16 18 ausgestattet, die je 1.764 kW (2.400 PS) Leistung erbrachten.

## Insassen
Den Charterflug von Frankfurt nach Rimini hatten 30 Touristen angetreten. Es befanden sich vier Besatzungsmitglieder an Bord der Maschine.

## Unfallhergang
Die Maschine befand sich im Anflug auf Rimini, als Probleme mit dem Triebwerk Nr. 1 (links) auftraten. Die Piloten fuhren das Triebwerk daraufhin herunter und brachten den Propeller in die Segelstellung. Der Sinkflug wurde fortgesetzt. In einer Höhe von 1500 Fuß ergaben sich auch Probleme mit dem Triebwerk Nr. 2 (rechts). Den Piloten wurde bewusst, dass die Landebahn 13 des Flughafens Rimini, die sie anfliegen sollten, unter diesen Umständen nicht zu erreichen war. Die Maschine wurde in einem Feld in 1000 Metern Entfernung zu der Landebahnschwelle aufgesetzt. Beide Tragflächen und das Fahrwerk wurden dabei abgerissen. Die Maschine wurde bei der Notlandung zerstört, von den 34 Personen an Bord wurde ein Passagier getötet.

## Ursache
Ursache des Ausfalls des linken Triebwerks war der Ermüdungsbruch eines Zylinderkopfes, der des rechten Triebwerks die schadhafte Isolierung des Zündkabels sowie die Verwendung unsachgemäß überholter Zündkerzen.